# Lifelines: The Jimi Hendrix Story
Lifelines: The Jimi Hendrix Story kompilacijski je box set američkog glazbenika Jimija Hendrixa, postumno objavljen 1991. godine od izdavačke kuće Reprise Records.

## O albumu
Box set se sastoji od četiri CD-a. Produkciju su radili Alan Douglas i Bruce Gary.
Album je još jedan u nizu promašaja Alana Douglasa. Osim izvedbe The Jimi Hendrix Experience održane 26. travnja 1969. godine na The Forumu, Los Angeles, Kalifornija, ostala tri CD-a sadrže radijske emisije s intervjuima i komentarima (objavljeno na box setu Live & Unreleased: The Radio Show). Materijal na albumu sadrži i neke vrlo rijetke snimke, ali su one nepotpune ili služe kao podloga u razgovorima o njima.

## Popis pjesama
Sve pjesme napisao je Jimi Hendrix, osim gdje je to drugačije naznačeno.
| 1.  | »Introduction«                                                                     |                                            |  |
| 2.  | »Testify« (Izvedba sastava The Isley Brothers, Hendrix na gitari)                  | Ronald Isley, O'Kelly Isley, Rudolph Isley |  |
| 3.  | »Lawdy Miss Clawdy« (Izvodi Little Richard)                                        | Lloyd Price                                |  |
| 4.  | »I'm A Man« (Izvode Curtis Knight i the Squires, Hendrix na gitari i prvom vokalu) | Bo Diddley                                 |  |
| 5.  | »Like a Rolling Stone«                                                             | Bob Dylan                                  |  |
| 6.  | »Red House«                                                                        |                                            |  |
| 7.  | »Hey Joe«                                                                          | Billy Roberts                              |  |
| 8.  | »Hoocie Koochie Man«                                                               | Willie Dixon                               |  |
| 9.  | »Purple Haze«                                                                      |                                            |  |
| 10. | »The Wind Cries Mary«                                                              |                                            |  |
| 11. | »Foxy Lady BBC 1967«                                                               |                                            |  |

| 1.  | »Third Stone From the Sun«               |                      |  |
| 2.  | »Rock Me Baby«                           | Joe Josea, B.B. King |  |
| 3.  | »Look Over Yonder/Mister Bad Luck«       |                      |  |
| 4.  | »Burning of the Midnight Lamp«           |                      |  |
| 5.  | »Spanish Castle Magic«                   |                      |  |
| 6.  | »Bold as Love«                           |                      |  |
| 7.  | »One Rainy Wish«                         |                      |  |
| 8.  | »Little Wing«                            |                      |  |
| 9.  | »Drivin' South«                          |                      |  |
| 10. | »The Things I Used to Do«                | Eddie Jones          |  |
| 11. | »All Along the Watchtower«               | Dylan                |  |
| 12. | »Drifter's Escape«                       | Dylan                |  |
| 13. | »Cherokee Mist«                          |                      |  |
| 14. | »Voodoo Child (Slight Return)«           |                      |  |
| 15. | »1983... (A Merman I Should Turn to Be)« |                      |  |

| 1.  | »Voodoo Chile«          |           |  |
| 2.  | »Come On (Part 1)«      | Earl King |  |
| 3.  | »Manic Depression«      |           |  |
| 4.  | »Machine Gun«           |           |  |
| 5.  | »Room Full of Mirrors«  |           |  |
| 6.  | »Angel«                 |           |  |
| 7.  | »Rainy Day Shuffle«     |           |  |
| 8.  | »Valleys of Neptune«    |           |  |
| 9.  | »Send My Love to Linda« |           |  |
| 10. | »South Saturn Delta«    |           |  |
| 11. | »Dolly Dagger«          |           |  |
| 12. | »Night Bird Flying«     |           |  |

| 1. | »Tax Free«                             | Bo Hansson, Janne Karlsson                   |  |
| 2. | »Red House«                            |                                              |  |
| 3. | »Spanish Castle Magic«                 |                                              |  |
| 4. | »Star Spangled Banner«                 | Francis Scott Key, John Stafford Smith       |  |
| 5. | »Purple Haze«                          |                                              |  |
| 6. | »I Don't Live Today«                   |                                              |  |
| 7. | »Voodoo Chile"/"Sunshine of Your Love« | Hendrix/Eric Clapton, Jack Bruce, Pete Brown |  |